# Château des Lions (Preuilly-sur-Claise)
Le château des Lions est un château situé à Preuilly-sur-Claise (Indre-et-Loire), en France..

## Histoire
Le château actuel date XIVe siècle et est construit à l'emplacement d'une forteresse pré-existante.
Le château est inscrit aux monuments historiques le 12 mai 1927 pour sa chapelle et 27 octobre 1971 pour sa poterne